# Michèle Tabarot
Michèle Tabarot (ur. 13 października 1962 w Alicante) – francuska polityk i działaczka samorządowa, parlamentarzystka, od 2012 do 2014 sekretarz generalna Unii na rzecz Ruchu Ludowego (UMP).

## Życiorys
Siostra polityka Philippe’a Tabarota. Jej rodzina wywodzi z Algierii, skąd początkowo przeniosła się do Hiszpanii, gdzie Michèle Tabarot się urodziła.
Pierwsze stanowisko w administracji publicznej objęła w wieku 21 lat, kiedy to została w 1983 zastępcą mera Le Cannet. Funkcję tę sprawowała przez 1995. W tym samym roku z powodzeniem ubiegała się o urząd mera tej miejscowości; wybierana na kolejne kadencje, pełniła tę funkcję do 2017. W okresie 1994–2002 zasiadała jednocześnie w radzie generalnej departamentu Alpy Nadmorskie.
Zaangażowała się w działalność Unii na rzecz Demokracji Francuskiej, z której odeszła pod koniec lat 90. wraz z działaczami Demokracji Liberalnej. W 2002 ze swoim ugrupowaniem współtworzyła komitet wyborczy Unii na rzecz Większości Prezydenckiej i następnie partię polityczną pod nazwą Unia na rzecz Ruchu Ludowego (przekształconą potem w Republikanów).
Do Zgromadzenia Narodowego kandydowała bez powodzenia po raz pierwszy w 1997. Mandat posłanki uzyskała w kolejnych wyborach w 2002, utrzymała go również w 2007, 2012, 2017, 2022 i 2024.
W 2012, po wygranej Jeana-François Copé w wyborach na przewodniczącego UMP, objęła stanowisko sekretarza generalnego tego ugrupowania. Funkcję tę pełniła do 2014.